# Veronika Rabada
Veronika Rabada (Košice, 11 maggio 1984) è una cantante slovacca.

## Biografia
Veronika Rabada ha frequentato le scuole superiori a Prešov, diplomandosi al Ginnasio Santa Monica nel 2002, e si è diplomata nel 2008 all'Accademia delle Arti di Banská Bystrica. Ha fatto parte del complesso di musica popolare Hrdza dal 2002 al 2015 come voce principale.
Nel 2018 ha lanciato la sua carriera da solista con la pubblicazione degli album Lúka e Koleda s Veronikou Rabada. Il primo ha avuto successo commerciale in Slovacchia, debuttando al 23º posto nella classifica settimanale degli album più venduti.

## Discografia

### Album in studio
- 2018 – Lúka
- 2018 – Koleda s Veronikou Rabada
- 2022 – Sukne